# Stefan Schnabel
Stefan Schnabel (* 2. Februar 1912 in Berlin; † 11. März 1999 in Rogaro/Tremezzo) war ein deutscher Schauspieler.

## Leben
Der Sohn des Pianisten Artur Schnabel und der Sängerin Therese Behr-Schnabel emigrierte nach der Machtergreifung der Nationalsozialisten 1933 mit seinen Eltern von Berlin nach Italien. Noch im selben Jahr ging er nach London, wo er am Old Vic Theatre als Windgeräuschemacher bei einer Aufführung von Der Sturm seine erste Beschäftigung fand.
Bald danach machte er sich hier als Schauspieler einen Namen und spielte in verschiedenen Shakespeare-Klassikern wie Macbeth, Wie es euch gefällt und König Lear sowie Bühnenstücken anderer Autoren. 1937 siedelte er in die USA über und agierte noch im gleichen Jahr in Los Angeles und New York City.
Er begann nun auch als Hörspielsprecher und war 1938 an dem berühmten Krieg der Welten von Orson Welles beteiligt. Insgesamt wirkte Schnabel in etwa 5.000 Hörfunksendungen mit. Durch Welles kam er nach Hollywood und begann dort 1943 seine Karriere als Filmschauspieler.
Schnabel spielte die folgenden Jahrzehnte in unregelmäßigen Abständen in verschiedenen amerikanischen Produktionen. Gelegentlich stand er zudem in Deutschland und Österreich vor der Kamera. Beim Fernsehen hatte er von 1965 bis 1981 eine Dauerrolle als Dr. Steven Jackson in der Serie Springfield Story.
Er war von 1939 bis 1945 mit Joan Pittman (ein Kind) und von 1947 an mit Marion Kohler (zwei Kinder) verheiratet. Mit seiner zweiten Ehefrau lebte er 45 Jahre in Rowayton (Connecticut) und gründete zusammen mit ihr das Rainbow Theatre. 1992 ließ er sich in Rogaro am Comer See nieder.

## Filmografie (Auswahl)
- 1933: Das kalte Herz
- 1943: Von Agenten gejagt (Journey Into Fear)
- 1948: The Iron Curtain
- 1949: Law of the Barbary Coast
- 1949: Captain Video and His Video Rangers (Fernsehserie)
- 1949: Barbary Pirate
- 1950–1952: Kraft Television Theatre (Fernsehserie, 3 Folgen)
- 1952: Kurier nach Triest (Diplomatic Courier)
- 1953: Houdini, der König des Varieté (Houdini)
- 1956: Crowded Paradise
- 1957: Der 27. Tag (The 27th Day)
- 1958: The Mugger
- 1958: Majestät auf Abwegen
- 1959: Tales of the Vikings (Fernsehserie)
- 1960: Wer zuerst schießt, hat mehr vom Leben (Ça va être ta fête)
- 1960: Ein Weihnachtslied in Prosa oder Eine Geistergeschichte zum Christfest (Fernsehfilm)
- 1961: Die große Attraktion (The Big Show)
- 1961: Stadt ohne Mitleid (Town Without Pity)
- 1961: Geheime Wege (The Secret Ways)
- 1961: Frage Sieben (Question 7)
- 1961: Die große Attraktion (The Big Show)
- 1961: Toller Hecht auf krummer Tour
- 1962: Verrat auf Befehl (The Counterfeit Traitor)
- 1962: Zwei Wochen in einer anderen Stadt (Two Weeks in Another Town)
- 1962: Freud (Freud – The Secret Passion)
- 1963: Der häßliche Amerikaner (The Ugly American)
- 1963: Geliebt in Rom
- 1963: Antonius und Cleopatra
- 1963: Bringt sie lebend heim (Rampage)
- 1964: Der Chef wünscht keine Zeugen
- 1964: Die fünfte Kolonne (Fernsehserie, Episode 2x01)
- 1965: Kommissar Freytag (Fernsehserie, Episode 2x13)
- 1965: Sie schreiben mit (Fernsehserie, Episode: Aus heiterem Himmel)
- 1965: Gewagtes Spiel, Episode: Wer ist Jan Karp?
- 1965: Im Schlaraffenland
- 1973: Mr. Inside/Mr. Outside
- 1975: The Happy Hooker
- 1976: Blood Bath
- 1981: Springfield Story (The Guiding Light, Fernsehserie, Episode 1x8319)
- 1982: Firefox
- 1983: Lovesick – Der liebeskranke Psychiater (Lovesick)
- 1985: Brass
- 1985: Stone Pillow
- 1987: Anna… Exil New York (Anna)
- 1988: Dracula’s Widow
- 1990: Ferien mit Silvester
- 1990: Green Card – Schein-Ehe mit Hindernissen (Green Card)